# مشروع بوريتو

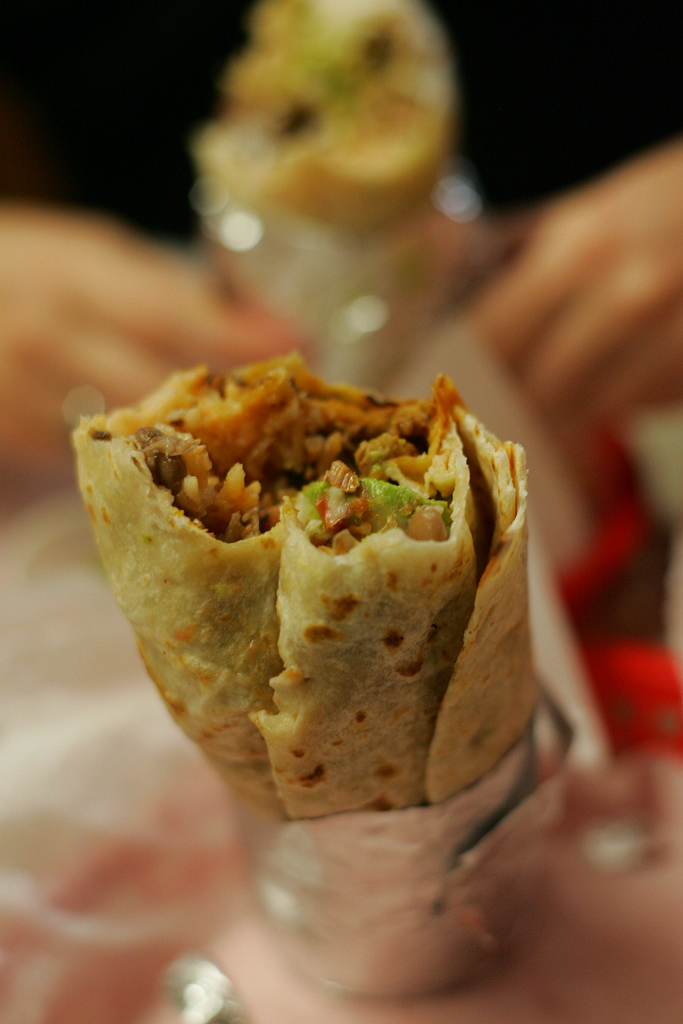

مشروع بوريتو هو مجموعة من الاشخاص والأصدقاء اللذين يعملون على إطعام الجياع والمشردين في المدن في جميع أنحاء العالم، وتشجع الناس «على التعاون معهم  وبناء مجموعات مساعدة في الشوارع». يمكن لأي شخص إنشاء مشروع بوريتو وتشجع المنظمة الجميع على المساعدة في إطعام الجياع في مجتمعاتهم المحلية.
كان أول مشروع بوريتو هو مشروع "ميشن بوريتو" (بالإنجليزية: Mission Burrito)‏ في سان فرانسيسكو. بدأ في عام 1996 من قبل نوح د، وكان جهدًا جماعيًا من قبل منظمة الجرافيتي المحلية ومجتمع الهيب هوب، فاز مشروع بوريتو بجائزة ماي سبيس (بالإنجليزية: Myspace Impact Award)‏ للإغاثة من الفقر.